# Лигачёва-Чернолуцкая, Наталья Львовна
Наталья Львовна Лигачёва-Чернолуцкая (укр. Наталія Львівна Лигачова-Чернолуцька; род. 5 января 1962, Владивосток) — украинская журналистка и общественный деятель. Руководитель интернет-изданий «Телекритика» (2001—2015) и «Детектор медиа» (с 2016 года). Являлась членом правления международного фонда «Возрождение». Заслуженный журналист Украины (2007). Член НСЖУ.

## Биография
Родилась 5 января 1962 года во Владивостоке. Позднее вместе с родителями переехала в Никополь Днепропетровской области. Будучи школьницей, посещала кружок рабочих корреспондентов и курсы занятия машинописью. Окончила факультет журналистики Киевского государственного университета имени Т. Г. Шевченко, где училась с 1979 по 1984 год.
Трудовую деятельность начала в 1984 году на Гостелерадио УССР, где Лигачёва являлась редактором отдела социологических исследований, а также соавтором программ «Все о кино» и «Кино без игры». С 1992 по 1995 год — обозреватель и заместитель редактора отдела культуры в газете «Киевские ведомости». После этого была внештатным корреспондентом газеты «Зеркало недели» (1995) и редактором отдела светской хроники журнала «Натали» (1996).

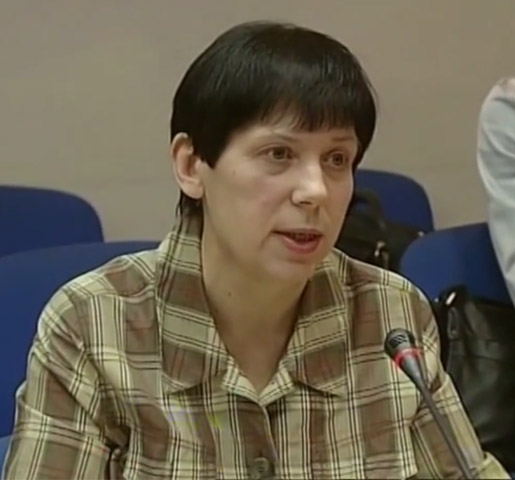
Лигачёва-Чернолуцкая в 2014 году

В 1996 году стала сотрудницей новосозданной газеты «День». Первоначально работала обозревателем отдела культуры, позднее перешла на должность редактора отдела СМИ и общественного мнения, а в 2000 году стала заместителем главного редактора. По протекции главного редактора издания Ларисы Ившины, желавшей иметь в редакции телекритика на подобии Ирины Петровской из российской газеты «Известия», Лигачёва начала заниматься этой тематикой.
В 2001 году стала основателем и шеф-редактором интернет-издания «Телекритика», занимающегося освещением деятельности средств массовой информации Украины. Финансовую поддержку созданию сайта оказало Посольство США в Украине, «Интерньюз-Украина», Национальный демократический институт по международным вопросам и международный фонд «Возрождение». В 2006 году Лигачёва стала основателем и главой общественной организации «Телекритика». В 2011 году издание «Телекритика» вошло в холдинг «1+1 Медиа» Игоря Коломойского.
30 октября 2015 года Лигачёва прекратила сотрудничество с холдингом «1+1 Медиа» и покинула проект «Телекритика». «Телекритика» осталась в собственности «1+1 Медиа», а Лигачёва с командой 8 февраля 2016 года запустила свой новый проект в режиме бета-версии под названием «Детектор медиа». В мае 2016 года общественная организация «Телекритика» была преобразована в «Детектор медиа», руководителем которой осталась Лигачёва.
С 2015 года — член правления международного фонда «Возрождение». В 2016 году стала председателем Независимого медийного совета. Являлась членом Национальной комиссии по утверждению свободы слова и развития информационной отрасли, Общественного совета при комитете Верховной рады по вопросам свободы слова и информации и Украинской киноакадемии.
Входила в состав жюри журналистских конкурсов «Честь профессии» и «Это яйцо».

## Награды и звания
- Заслуженный журналист Украины (22 июня 2007) — «За весомый личный вклад в развитие конституционных основ украинской государственности, многолетний добросовестный труд, высокий профессионализм и по случаю Дня Конституции Украины»[11]
- Юбилейная медаль «25 лет независимости Украины» (19 августа 2016) — «За значительные личные заслуги в становлении независимой Украины, утверждении её суверенитета и укреплении международного авторитета, весомый вклад в государственное строительство, социально-экономическое, культурно-образовательное развитие, активную общественно-политическую деятельность, добросовестное и безупречное служение Украинскому народу»[12]
- Награда «Лидерство в СМИ» от Internews Network (2008)[13]
- Премия «Свободная пресса Восточной Европы» (2011)[14]
- Премии Национального союза журналистов Украины имени И. Лубченко (2013)[1]

## Влияние
Лигачёва-Чернолуцкая неоднократно включалась в список «100 самых влиятельных женщин Украины», составленном еженедельником «Фокус».
| Год   | 2006 | 2007 | 2008 | 2009 | 2010 | 2011 | 2012 | 2013 | 2014 | 2015 | 2016 |
| Место | 62   | 29   | 88   | 39   | 11   | 41   | 100  | 96   | 16   | 95   | 93   |

## Книги
- «Журналістська осінь-2002. Дискусія про тиск та політичну цензуру в українських медіа» (2003).
- «Телебачення спецоперцій. Маніпулятивні технології в інформаційно-аналітичних програмах українського телебачення: моніторинг, методи визначення та засоби протидії» (2003).
- «Інформаційні війни. Моніторинг теленовин та медіатехнологій під час президентської кампанії-2004 в Україні» (2005).
- «Журналістська революція-2004. Події, люди, дискусії» (2005).
- «„Джинсова“ свобода. Роль медіа у парламентській виборчій кампанії-2006» (2006).
- «Суспільне мовлення в Україні: історія створення та виклики» (2018)
- «Як розпізнати пропаганду у ЗМІ» (2019)